# Гавчук, Иван Карлович
Ива́н Ка́рлович Гавчу́к (укр. Іван Карлович Гавчук; род. 5 января 1956 года, ст. Озёрская Кустанайского района Кустанайской области Казахской ССР) — украинский государственный деятель, председатель Хмельницкой областной государственной администрации (2007—2010).

## Биография
Родился 5 января 1956 года на станции Озёрская Кустанайского района Кустанайской области Казахской ССР.
Начал работать с 16 лет. С июля по сентябрь 1972 год был калькулятором в общеобразовательной школе № 9 и в Хмельницком тресте столовых, с октября 1972 года по май 1974 год работал почтальоном, исполняющим обязанности начальника передвижного отдела связи Деражнянского районного отдела связи Хмельницкой области.
С мая 1974 года по май 1976 год проходил службу в армии. По возвращении из армии с июня 1976 года по январь 1978 года был секретарём Нижненского сельсовета депутатов трудящихся Деражнянского района Хмельницкой области.
В 1983 году окончил Львовский государственный университет имени Ивана Франко по специальности «правоведение».
C 1978 года был членом комсомола, с января 1978 года по январь 1982 года работал инструктором, с января 1982 года по февраль 1984 года был заведующим отделом Деражнянского райкома ЛКСМУ.
С 1984 года работал в прокуратуре. С февраля 1984 года по февраль 1985 года был стажёром помощника прокурора, с февраля по декабрь 1985 года — помощником прокурора города Славута Хмельницкой области, с декабря 1985 года по июнь 1987 года — прокурором отдела общего надзора прокуратуры Хмельницкой области. С июня 1987 года по октябрь 1992 года занимал должность заместителя прокурора, с октября 1992 года по сентябрь 1995 года — первого заместителя прокурора, с сентября 1995 года по сентябрь 2000 года — прокурор города Хмельницкого.
С сентября 2000 года по май 2002 года был прокурором Красиловского района, с мая 2002 года занимался адвокатской деятельностью.
С 9 ноября по 10 декабря 2007 года был исполняющим обязанности председателя Хмельницкой областной государственной администрации, с 10 декабря 2007 по 18 марта 2010 года занимал должность председателя Хмельницкой ОГА.